# Cavallerleone
Cavallerleone är en ort och kommun i provinsen Cuneo i regionen Piemonte i Italien. Kommunen hade 686 invånare (2018).